# 8e étape du Tour de France 2013
Pour un article plus général, voir Tour de France 2013.
La 8e étape du Tour de France 2013 s'est déroulée le samedi 6 juillet 2013. Elle part de Castres et arrive à Ax 3 Domaines. Elle est remportée par le Britannique Christopher Froome, de l'équipe Sky, qui revêt le maillot jaune.

## Parcours
Partant du département du Tarn, traversant l'Aude après un petit crochet en Haute-Garonne, le peloton arrive dans les Pyrénées. Il passe par trois difficultés comptant pour le classement de la montagne : la côte de Saint-Ferréol, de quatrième catégorie, le port de Pailhères (2 001 m) situé en Ariège dont c'est le plus haut col routier, classé hors catégorie, et l'arrivée à Ax 3 Domaines, en première catégorie. Le sprint se déroule à Quillan, dans la haute vallée de l'Aude.

## Déroulement de la course
Dès le départ, quatre coureurs sortent du peloton. Le groupe est composé d'un Néerlandais, Johnny Hoogerland (Vacansoleil-DCM), et de trois Français, Jean-Marc Marino (Sojasun), Christophe Riblon (AG2R La Mondiale) et Rudy Molard (Cofidis). Au sommet la côte de Saint-Ferréol, classé en 4e catégorie, Molard passe en tête. Alors que les fuyards ont compté jusqu'à 9 minutes d'avance, les formations Orica-GreenEDGE et Sky se sont mises à rouler à l'avant du peloton, faisant descendre l'écart. Au sprint intermédiaire de Quillan, Hoogerland passe le premier, devant Marino et Molard. Au pied du col de Pailhères (2 001 m), classé Hors catégorie, les échappés n'ont plus qu'une minute d'avance sur un peloton qui roule à vive allure. Christophe Riblon s'isole dès les premiers mètres d'ascension. Nairo Quintana (Movistar) attaque et arrive en tête au col suivi par Pierre Rolland (Europcar). Dans le dernier col de l'étape, Richie Porte (Sky) avec son leader Christopher Froome dans sa roue, emmène le peloton sur un rythme très soutenu, réussissant à le faire exploser. Seuls Alejandro Valverde (Movistar), Alberto Contador (Saxo-Tinkoff) et son coéquipier Roman Kreuziger s'accrochent. Alors que Quintana est en vue, Froome passe à l'offensive à un peu plus de 5 km de l'arrivée et part seul. Contador craque, Kreuziger étant obligé de l'attendre. Froome franchit le premier la ligne d'arrivée à Ax 3 Domaines avec 51 secondes d'avance sur son coéquipier Porte et 1 minute 8 secondes sur Valverde. Contador termine avec 1 minute 45 secondes de retard. Froome endosse le maillot jaune.

## Résultats

### Classement de l'étape

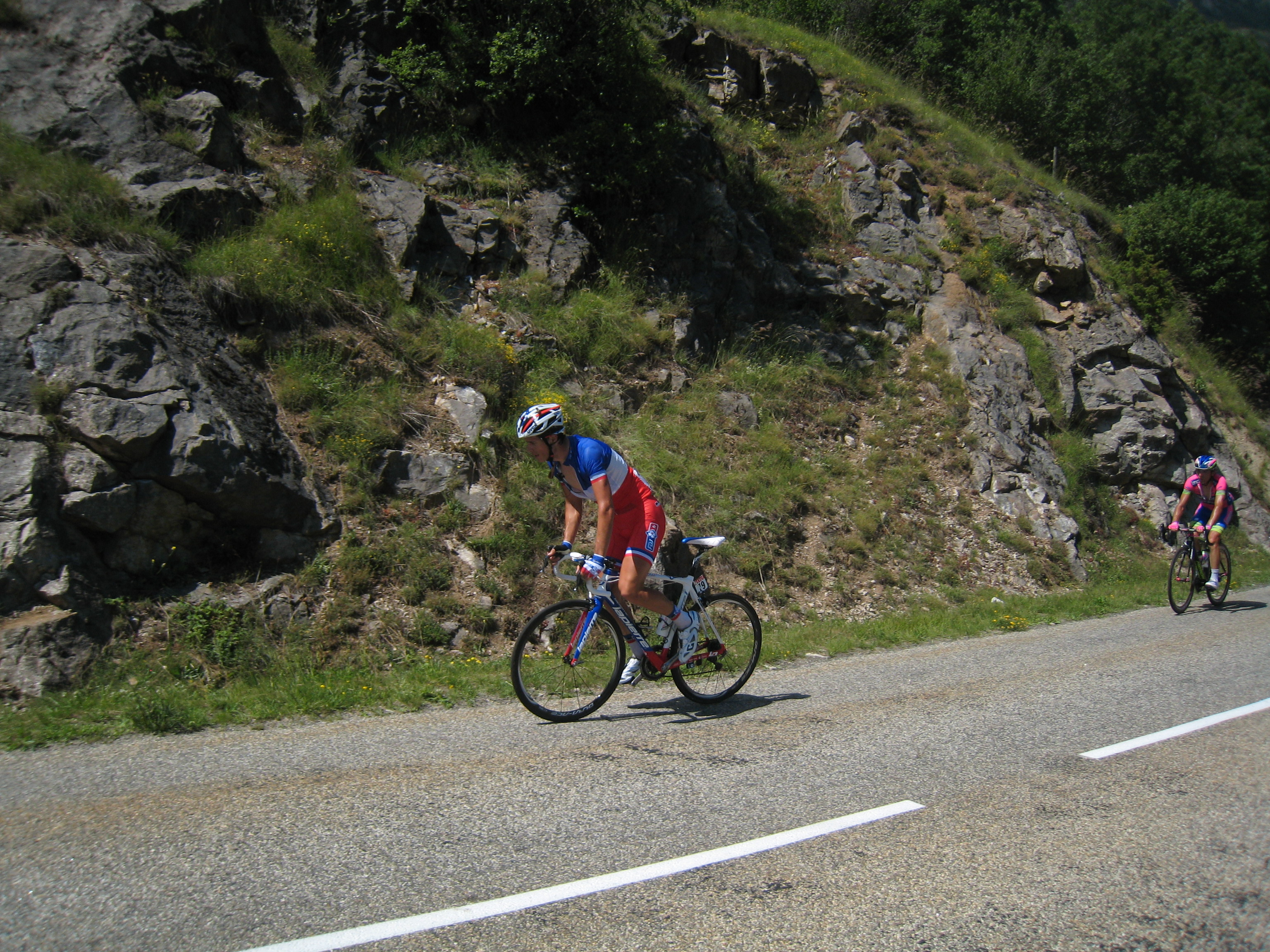
Arthur Vichot dans le Port de Pailhères.

| Classement de la 8e étape | Classement de la 8e étape | Classement de la 8e étape | Classement de la 8e étape | Classement de la 8e étape |
|                           | Coureur                   | Pays                      | Équipe                    | Temps                     |
| ------------------------- | ------------------------- | ------------------------- | ------------------------- | ------------------------- |
| 1er                       | Christopher Froome        | Royaume-Uni               | Sky                       | en 5 h 3 min 18 s         |
| 2e                        | Richie Porte              | Australie                 | Sky                       | + 51 s                    |
| 3e                        | Alejandro Valverde        | Espagne                   | Movistar                  | + 1 min 8 s               |
| 4e                        | Bauke Mollema             | Pays-Bas                  | Belkin                    | + 1 min 10 s              |
| 5e                        | Laurens ten Dam           | Pays-Bas                  | Belkin                    | + 1 min 16 s              |
| 6e                        | Mikel Nieve               | Espagne                   | Euskaltel Euskadi         | + 1 min 34 s              |
| 7e                        | Roman Kreuziger           | Tchéquie                  | Saxo-Tinkoff              | + 1 min 45 s              |
| 8e                        | Alberto Contador          | Espagne                   | Saxo-Tinkoff              | + 1 min 45 s              |
| 9e                        | Nairo Quintana            | Colombie                  | Movistar                  | + 1 min 45 s              |
| 10e                       | Igor Antón                | Espagne                   | Euskaltel Euskadi         | + 1 min 45 s              |
| modifier                  |                           |                           |                           |                           |

### Points attribués
| Sprint intermédiaire de Quillan (km 119,5) | Sprint intermédiaire de Quillan (km 119,5) | Sprint intermédiaire de Quillan (km 119,5) | Sprint intermédiaire de Quillan (km 119,5) | Sprint intermédiaire de Quillan (km 119,5) |
| ------------------------------------------ | ------------------------------------------ | ------------------------------------------ | ------------------------------------------ | ------------------------------------------ |
|                                            | Coureur                                    | Pays                                       | Équipe                                     | Point(s)                                   |
| 1er                                        | Johnny Hoogerland                          | Pays-Bas                                   | Vacansoleil-DCM                            | 20                                         |
| 2e                                         | Jean-Marc Marino                           | France                                     | Sojasun                                    | 17                                         |
| 3e                                         | Rudy Molard                                | France                                     | Cofidis                                    | 15                                         |
| 4e                                         | Christophe Riblon                          | France                                     | AG2R La Mondiale                           | 13                                         |
| 5e                                         | André Greipel                              | Allemagne                                  | Lotto-Belisol                              | 11                                         |
| 6e                                         | Peter Sagan                                | Slovaquie                                  | Cannondale                                 | 10                                         |
| 7e                                         | Mark Cavendish                             | Royaume-Uni                                | Omega Pharma-Quick Step                    | 9                                          |
| 8e                                         | Danny van Poppel                           | Pays-Bas                                   | Vacansoleil-DCM                            | 8                                          |
| 9e                                         | Juan Antonio Flecha                        | Espagne                                    | Vacansoleil-DCM                            | 7                                          |
| 10e                                        | Sylvain Chavanel                           | France                                     | Omega Pharma-Quick Step                    | 6                                          |
| 11e                                        | Thomas De Gendt                            | Belgique                                   | Vacansoleil-DCM                            | 5                                          |
| 12e                                        | Lieuwe Westra                              | Pays-Bas                                   | Vacansoleil-DCM                            | 4                                          |
| 13e                                        | Fabio Sabatini                             | Italie                                     | Cannondale                                 | 3                                          |
| 14e                                        | Kris Boeckmans                             | Belgique                                   | Vacansoleil-DCM                            | 2                                          |
| 15e                                        | Maciej Bodnar                              | Pologne                                    | Cannondale                                 | 1                                          |
| modifier                                   |                                            |                                            |                                            |                                            |

| Classement de l'étape | Classement de l'étape  | Classement de l'étape | Classement de l'étape | Classement de l'étape |
| --------------------- | ---------------------- | --------------------- | --------------------- | --------------------- |
|                       | Coureur                | Pays                  | Équipe                | Point(s)              |
| 1er                   | Christopher Froome     | Royaume-Uni           | Sky                   | 20                    |
| 2e                    | Richie Porte           | Australie             | Sky                   | 17                    |
| 3e                    | Alejandro Valverde     | Espagne               | Movistar              | 15                    |
| 4e                    | Bauke Mollema          | Pays-Bas              | Belkin                | 13                    |
| 5e                    | Laurens ten Dam        | Pays-Bas              | Belkin                | 11                    |
| 6e                    | Mikel Nieve            | Espagne               | Euskaltel Euskadi     | 10                    |
| 7e                    | Roman Kreuziger        | Tchéquie              | Saxo-Tinkoff          | 9                     |
| 8e                    | Alberto Contador       | Espagne               | Saxo-Tinkoff          | 8                     |
| 9e                    | Nairo Quintana         | Colombie              | Movistar              | 7                     |
| 10e                   | Igor Antón             | Espagne               | Euskaltel Euskadi     | 6                     |
| 11e                   | Joaquim Rodríguez      | Espagne               | Katusha               | 5                     |
| 12e                   | Rui Costa              | Portugal              | Movistar              | 4                     |
| 13e                   | Jean-Christophe Péraud | France                | AG2R La Mondiale      | 3                     |
| 14e                   | Romain Bardet          | France                | AG2R La Mondiale      | 2                     |
| 15e                   | Daniel Martin          | Irlande               | Garmin-Sharp          | 1                     |
| modifier              |                        |                       |                       |                       |

### Cols et côtes
| Côte de Saint-Ferréol (km 26,5) 4e catégorie | Côte de Saint-Ferréol (km 26,5) 4e catégorie | Côte de Saint-Ferréol (km 26,5) 4e catégorie | Côte de Saint-Ferréol (km 26,5) 4e catégorie | Côte de Saint-Ferréol (km 26,5) 4e catégorie |
| -------------------------------------------- | -------------------------------------------- | -------------------------------------------- | -------------------------------------------- | -------------------------------------------- |
|                                              | Coureur                                      | Pays                                         | Équipe                                       | Point(s)                                     |
| 1er                                          | Rudy Molard                                  | France                                       | Cofidis                                      | 1                                            |
| modifier                                     |                                              |                                              |                                              |                                              |

| Col de Pailhères (km 166) Hors catégorie | Col de Pailhères (km 166) Hors catégorie | Col de Pailhères (km 166) Hors catégorie | Col de Pailhères (km 166) Hors catégorie | Col de Pailhères (km 166) Hors catégorie |
| ---------------------------------------- | ---------------------------------------- | ---------------------------------------- | ---------------------------------------- | ---------------------------------------- |
|                                          | Coureur                                  | Pays                                     | Équipe                                   | Point(s)                                 |
| 1er                                      | Nairo Quintana                           | Colombie                                 | Movistar                                 | 25                                       |
| 2e                                       | Pierre Rolland                           | France                                   | Europcar                                 | 20                                       |
| 3e                                       | Mikel Nieve                              | Espagne                                  | Euskaltel Euskadi                        | 16                                       |
| 4e                                       | Peter Kennaugh                           | Royaume-Uni                              | Sky                                      | 14                                       |
| 5e                                       | Richie Porte                             | Australie                                | Sky                                      | 12                                       |
| 6e                                       | Christopher Froome                       | Royaume-Uni                              | Sky                                      | 10                                       |
| 7e                                       | Alejandro Valverde                       | Espagne                                  | Movistar                                 | 8                                        |
| 8e                                       | Rui Costa                                | Portugal                                 | Movistar                                 | 6                                        |
| 9e                                       | Michael Rogers                           | Australie                                | Saxo-Tinkoff                             | 4                                        |
| 10e                                      | Laurens ten Dam                          | Pays-Bas                                 | Belkin                                   | 2                                        |
| modifier                                 |                                          |                                          |                                          |                                          |

| \| Ax 3 Domaines (km 193,5) 1re catégorie \| Ax 3 Domaines (km 193,5) 1re catégorie \| Ax 3 Domaines (km 193,5) 1re catégorie \| Ax 3 Domaines (km 193,5) 1re catégorie \| Ax 3 Domaines (km 193,5) 1re catégorie \| \| -------------------------------------- \| -------------------------------------- \| -------------------------------------- \| -------------------------------------- \| -------------------------------------- \| \| \| Coureur \| Pays \| Équipe \| Point(s) \| \| 1er \| Christopher Froome \| Royaume-Uni \| Sky \| 20 \| \| 2e \| Richie Porte \| Australie \| Sky \| 16 \| \| 3e \| Alejandro Valverde \| Espagne \| Movistar \| 12 \| \| 4e \| Bauke Mollema \| Pays-Bas \| Belkin \| 8 \| \| 5e \| Laurens ten Dam \| Pays-Bas \| Belkin \| 4 \| \| 6e \| Mikel Nieve \| Espagne \| Euskaltel Euskadi \| 2 \| \| modifier \| \| \| \| \| |                    |             |                   |          |
| Ax 3 Domaines (km 193,5) 1re catégorie |                    |             |                   |          |
| | Coureur            | Pays        | Équipe            | Point(s) |
| 1er | Christopher Froome | Royaume-Uni | Sky               | 20       |
| 2e | Richie Porte       | Australie   | Sky               | 16       |
| 3e | Alejandro Valverde | Espagne     | Movistar          | 12       |
| 4e | Bauke Mollema      | Pays-Bas    | Belkin            | 8        |
| 5e | Laurens ten Dam    | Pays-Bas    | Belkin            | 4        |
| 6e | Mikel Nieve        | Espagne     | Euskaltel Euskadi | 2        |
| modifier |                    |             |                   |          |

## Classements à l'issue de l'étape

### Classement général
| Classement général | Classement général | Classement général | Classement général | Classement général  |
|                    | Coureur            | Pays               | Équipe             | Temps               |
| ------------------ | ------------------ | ------------------ | ------------------ | ------------------- |
| 1er                | Christopher Froome | Royaume-Uni        | Sky                | en 32 h 15 min 55 s |
| 2e                 | Richie Porte       | Australie          | Sky                | + 51 s              |
| 3e                 | Alejandro Valverde | Espagne            | Movistar           | + 1 min 25 s        |
| 4e                 | Bauke Mollema      | Pays-Bas           | Belkin             | + 1 min 44 s        |
| 5e                 | Laurens ten Dam    | Pays-Bas           | Belkin             | + 1 min 50 s        |
| 6e                 | Roman Kreuziger    | Tchéquie           | Saxo-Tinkoff       | + 1 min 51 s        |
| 7e                 | Alberto Contador   | Espagne            | Saxo-Tinkoff       | + 1 min 51 s        |
| 8e                 | Nairo Quintana     | Colombie           | Movistar           | + 2 min 2 s         |
| 9e                 | Joaquim Rodríguez  | Espagne            | Katusha            | + 2 min 31 s        |
| 10e                | Michael Rogers     | Australie          | Saxo-Tinkoff       | + 2 min 40 s        |
| modifier           |                    |                    |                    |                     |

### Classement par points
| Classement par points | Classement par points | Classement par points | Classement par points   | Classement par points |
| --------------------- | --------------------- | --------------------- | ----------------------- | --------------------- |
|                       | Coureur               | Pays                  | Équipe                  | Point(s)              |
| 1er                   | Peter Sagan           | Slovaquie             | Cannondale              | 234 points            |
| 2e                    | André Greipel         | Allemagne             | Lotto-Belisol           | 141 pts               |
| 3e                    | Mark Cavendish        | Royaume-Uni           | Omega Pharma-Quick Step | 128 pts               |
| modifier              |                       |                       |                         |                       |

### Classement du meilleur grimpeur
| Classement du meilleur grimpeur | Classement du meilleur grimpeur | Classement du meilleur grimpeur | Classement du meilleur grimpeur | Classement du meilleur grimpeur |
| ------------------------------- | ------------------------------- | ------------------------------- | ------------------------------- | ------------------------------- |
|                                 | Coureur                         | Pays                            | Équipe                          | Point(s)                        |
| 1er                             | Christopher Froome              | Royaume-Uni                     | Sky                             | 31 points                       |
| 2e                              | Pierre Rolland                  | France                          | Europcar                        | 31 pts                          |
| 3e                              | Richie Porte                    | Australie                       | Sky                             | 28 pts                          |
| modifier                        |                                 |                                 |                                 |                                 |

### Classement du meilleur jeune
| Classement général du meilleur jeune | Classement général du meilleur jeune | Classement général du meilleur jeune | Classement général du meilleur jeune | Classement général du meilleur jeune |
|                                      | Coureur                              | Pays                                 | Équipe                               | Temps                                |
| ------------------------------------ | ------------------------------------ | ------------------------------------ | ------------------------------------ | ------------------------------------ |
| 1er                                  | Nairo Quintana                       | Colombie                             | Movistar                             | en 32 h 17 min 57 s                  |
| 2e                                   | Andrew Talansky                      | États-Unis                           | Garmin-Sharp                         | + 46 s                               |
| 3e                                   | Michał Kwiatkowski                   | Pologne                              | Omega Pharma-Quick Step              | + 1 min 23 s                         |
| modifier                             |                                      |                                      |                                      |                                      |

### Classement par équipes
| Classement par équipes | Classement par équipes | Classement par équipes | Classement par équipes |
|                        | Équipe                 | Pays                   | Temps                  |
| ---------------------- | ---------------------- | ---------------------- | ---------------------- |
| 1re                    | Movistar               | Espagne                | en 96 h 1 min 20 s     |
| 2e                     | Saxo-Tinkoff           | Danemark               | + 37 s                 |
| 3e                     | AG2R La Mondiale       | France                 | + 4 min 33 s           |
| modifier               |                        |                        |                        |

## Abandons
- Matteo Bono (Lampre-Merida) : abandon